# Болярці (Варненська область)
Боля́рці (болг. Болярци) — село у Варненській області Болгарії. Входить до складу общини Аврен.

## Населення
За даними перепису населення 2011 року у селі проживали 157 осіб.
Національний склад населення села:
| Національність   | Кількість осіб | Відсоток |
| ---------------- | -------------- | -------- |
| турки            | 63             | 40,4%    |
| болгари          | 60             | 38,5%    |
| цигани           | 0              | 0%       |
| інша             | 4              | 2,6%     |
| не визначились   | 29             | 18,6%    |
| Всього відповіли | 156            |          |

Розподіл населення за віком у 2011 році:
Динаміка населення: